# Bernardinho
Bernardo Rocha de Rezende CavMM (Rio de Janeiro, 25 de agosto de 1959), conhecido como Bernardinho, é um ex-jogador, treinador de voleibol, economista, e empresário brasileiro. Atualmente, treina o Sesc-Flamengo e a Seleção Brasileira de Voleibol Masculino.
Como treinador, Bernardinho é um dos maiores campeões da história do voleibol, acumulando mais de trinta títulos importantes em vinte e dois anos de carreira dirigindo as seleções brasileiras feminina e masculina. Entre 2001 e 2017, foi o técnico da Seleção Brasileira de Voleibol Masculino, tendo conquistado dois ouros olímpicos (2004 e 2016), três Campeonatos Mundiais, duas Copas do Mundo, três Copas dos Campeões e oito Ligas Mundiais. Conjuntamente à sua passagem pela Seleção Brasileira de Voleibol Feminino, Bernardinho conquistou seis medalhas olímpicas consecutivas (de 1996, em Atlanta, a 2016, no Rio de Janeiro): dois bronzes, duas pratas e dois ouros.  
Como empresário, possui diversos empreendimentos de sucesso, tendo estrelado em comerciais de alguns deles, incluindo a maior rede de academias da América Latina, bem como projetos sociais como o Instituto Compartilhar, que visa desenvolver jovens de comunidades carentes por meio do esporte e a eduK, que promove o empreendedorismo através de cursos on-line.

## Biografia
Bernardo Rocha de Rezende, mais conhecido como Bernardinho, nasceu em 25 de agosto de 1959. Formado em economia pela PUC-Rio, jogou vôlei de 1979 até 1986, defendendo times do Rio de Janeiro e a seleção brasileira. Em 1988, parou de jogar, começando a carreira de treinador como assistente-técnico da seleção Bebeto de Freitas, nas Olimpíadas de Seul. Dois anos depois, treinou a equipe feminina do Perugia, na Itália, onde ficou até 1992. No ano seguinte, dirigiu a equipe masculina do Modena. Em seguida, Bernardinho retornou ao Brasil e, em 1994, assumiu o comando da seleção feminina brasileira adulta até 2000. Depois disso assumiu a seleção masculina, ficando até 2016.
O êxito nas quadras fez do técnico um conferencista requisitado. Inspirado pela Pirâmide do Sucesso, criação do treinador John Wooden, mito do basquete universitário norte-americano e que usa a figura geométrica para ensinar o passo a passo do sucesso, Bernardinho desenvolveu a "Roda da Excelência". Nela, dispõe valores como trabalho em equipe, liderança, motivação, perseverança e outros conceitos comuns a manuais de recursos humanos.

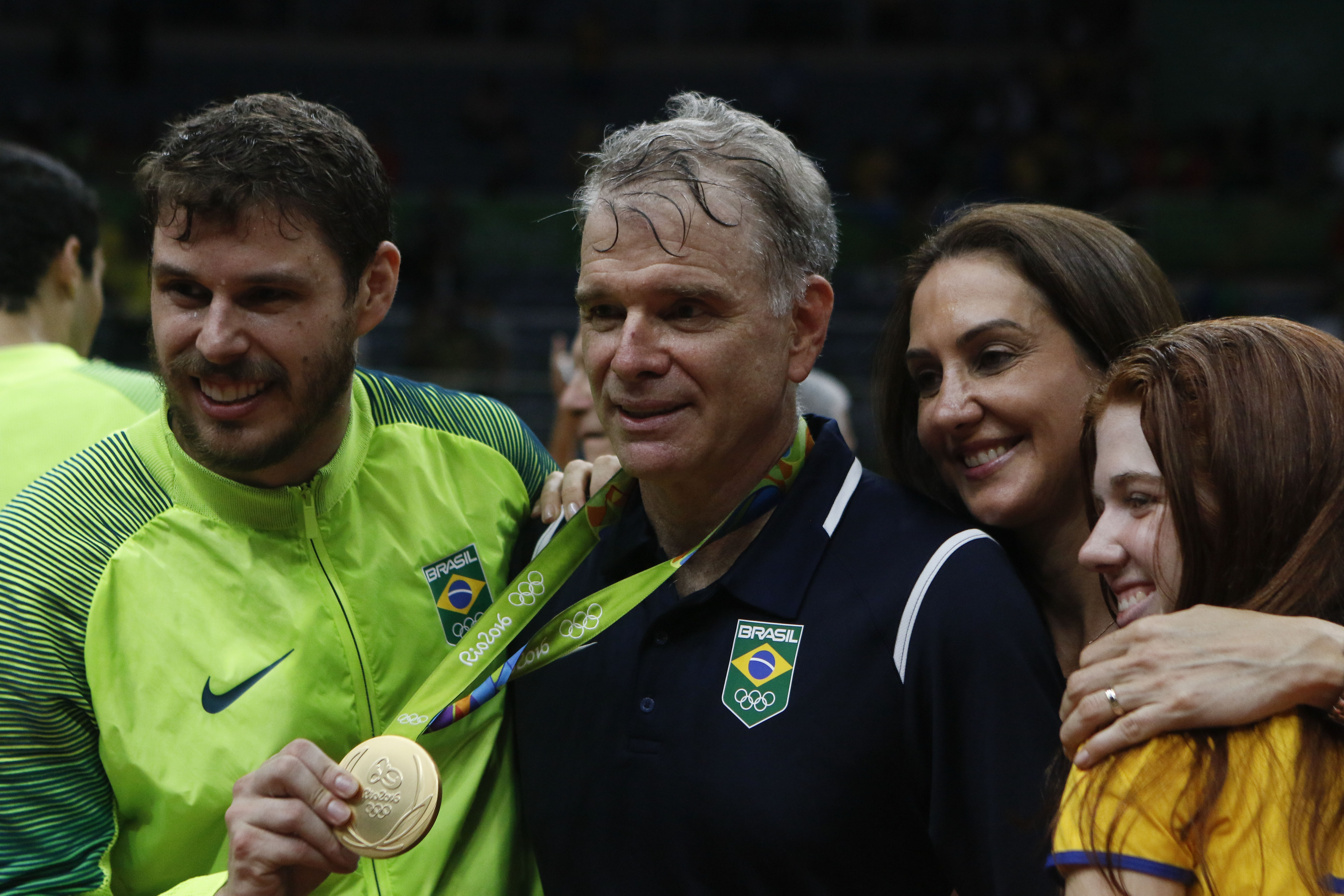
Bernardinho com os filhos Bruninho e Júlia e a então esposa Fernanda Venturini, após a final da Olímpiada de 2016.

Bernardinho foi casado com a jogadora de voleibol Fernanda Venturini de 1999 a 2020, tendo duas filhas, Júlia e Vitória. Por causa da mais nova largou a Seleção Francesa de Voleibol Masculino, com a qual havia assinado em 2021 visando a Olimpíada de Paris.
Antes, foi casado com a ex-jogadora de voleibol Vera Mossa, com quem teve Bruno Mossa de Rezende, o Bruninho, que é levantador da seleção brasileira masculina de vôlei.

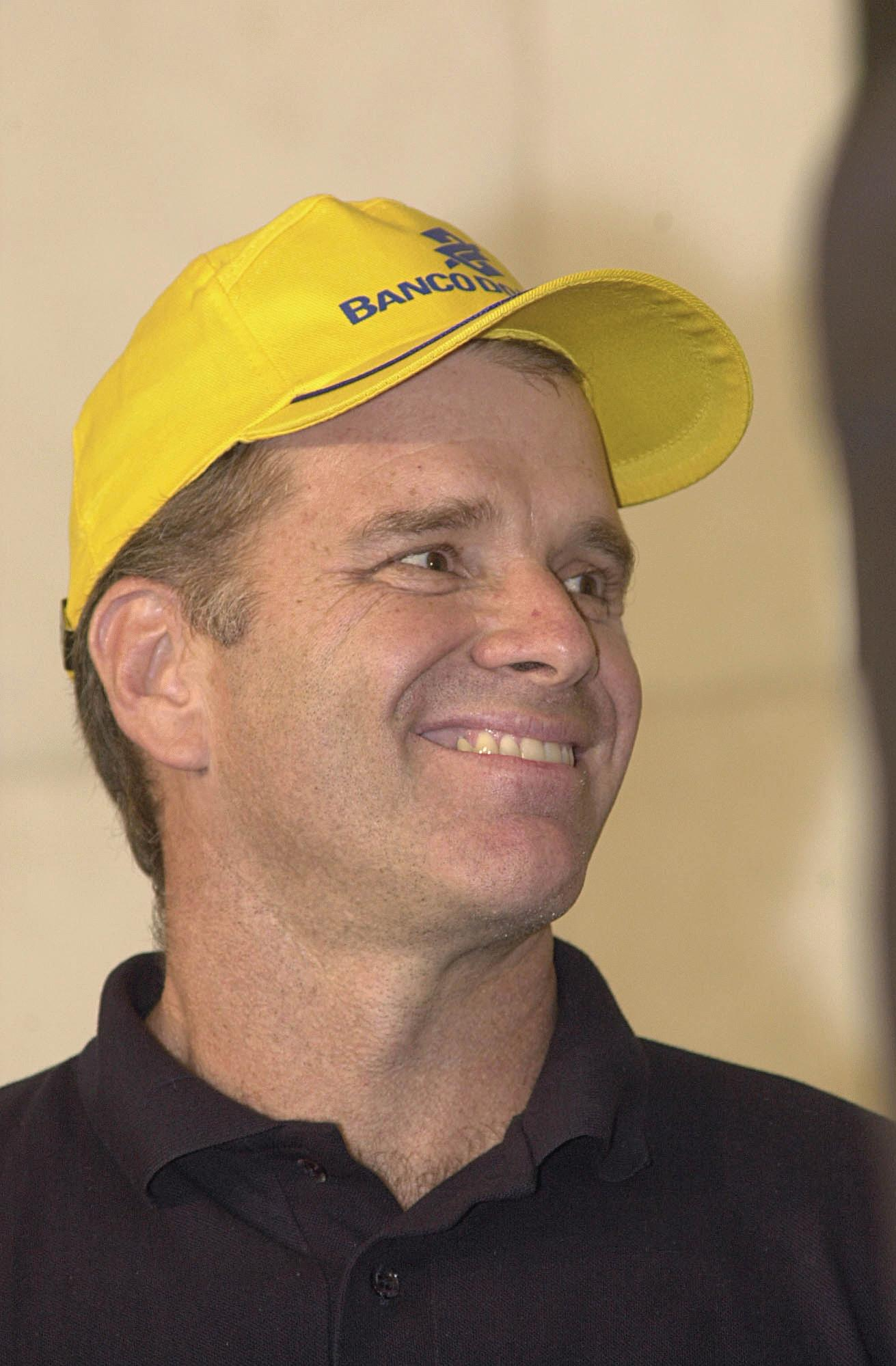
Bernardinho em 2003

Em março de 2005, após o ouro nos Jogos Olímpicos de Verão de 2004, foi admitido pelo presidente Luiz Inácio Lula da Silva à Ordem do Mérito Militar no grau de Cavaleiro especial.
Foi escolhido o melhor treinador da Super Liga Feminina 2007/2008 e pelo Comitê Olímpico Brasileiro, por quatro anos consecutivos, o melhor treinador do Brasil.

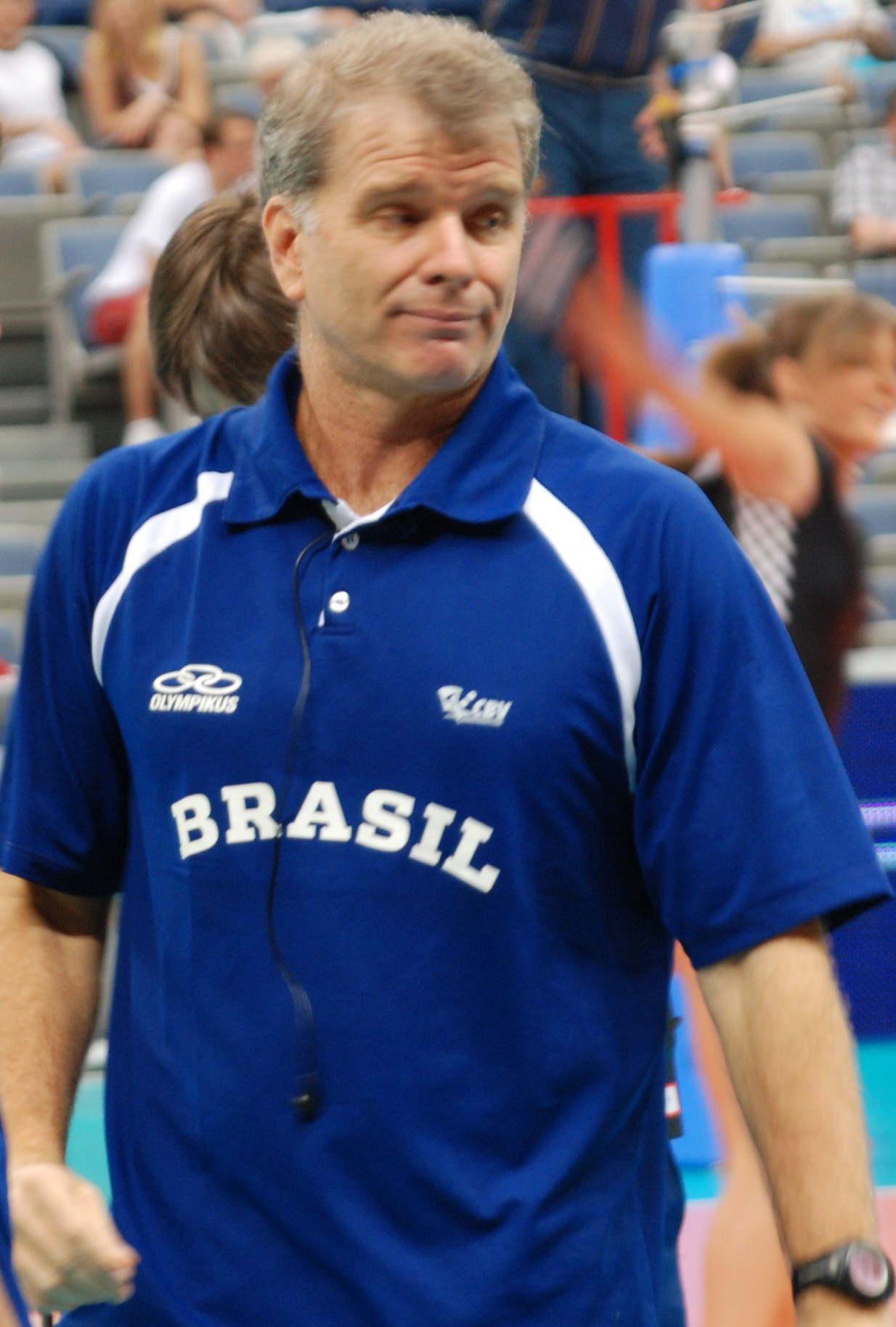
Bernardinho em 2009

É autor dos livros Bernardinho - Cartas a um jovem atleta - Determinação e Talento: O caminho da Vitória e Transformando Suor em Ouro. Em 11 de janeiro de 2017, foi anunciada a sua saída da Seleção Brasileira de voleibol masculino após um ciclo de 16 anos, sendo substituído por Renan Dal Zotto.
Ostentando mais de 30 títulos de relevo em não menos de quatro décadas de carreira como atleta profissional e treinador, Bernardinho teve a oportunidade de atuar por dezenas de equipes brasileiras e internacionais. Em que pese sua ostensiva presença no mundo do voleibol e atuação pelos outros três gigantes do esporte carioca, declara-se torcedor de longa data do Botafogo de Futebol e Regatas.

### Estilo de jogo
| “ | "O esporte brasileiro jamais teve um treinador como Bernardinho. Nem o lendário Kanela, do basquete bicampeão mundial, nem o hiper vitorioso Lula, que reinou durante 11 anos no Santos de Pelé, por tantas vezes campeão. Nem mesmo Telê Santana. Curiosamente, Bernardinho não briga com ninguém. Ou melhor, briga com todo mundo, a começar por brigar com ele mesmo. Briga para vencer, briga para ser o melhor, briga pela inalcançável perfeição. Mas ninguém o vê com picuinhas com este ou aquele atleta. Bernardinho tem a força dos esportistas excepcionais e a formação intelectual que raros esportistas têm. O que explica muita coisa." | ” |

Bernardinho é um perfeccionista ao extremo, que enfatiza sempre o ritmo forte de treinamento. Fabi, líbero da Seleção Feminina e bicampeã olímpica, afirmou, em reportagem dada ao SporTV, que "as cobranças excessivas do Bernardinho são reflexo de um profissional que busca a perfeição e exige o melhor em qualquer circunstância". Além disso, Ele gosta de mexer na estrutura da qual as equipes que treina dispõem.
Um procedimento muito adotado por ele nos treinamentos é seu incansável esforço de tirar seus atletas da "zona de conforto".
Quando técnico da Seleção Feminina, uma das primeiras medidas do técnico foi a inclusão da musculação na rotina de treinamento, o que fez com que a qualidade técnica das jogadoras se unisse ao desenvolvimento da força física. A revista Época publicou, em 1998, uma reportagem intitulada ‘Musas Turbinadas’, em que dizia que a Seleção contava com 12 atletas e um tirano que levava às jogadoras às lágrimas.
Na Seleção Masculina, os períodos de treino aumentaram, a integração entre os jogadores também.
| “ | "O Bernardinho trouxe uma mentalidade diferente para a seleção. Tirou a gente do que chama de "zona de conforto". Passamos a acordar mais cedo, a fazer um esforço adicional. E, de uma seleção que não vencia nada, passamos a vencer tudo." | ” |

Outro ponto de mudança na Era Bernardinho foi a renovação de talentos. Ele soube mesclar novos nomes que aos poucos se incorporam à seleção.

## Controvérsias
Às vésperas do início dos Jogos Pan-Americanos do Rio de Janeiro, em 2007, Bernardinho envolveu-se em uma polêmica ao optar pela escalação de última hora de seu filho Bruno no lugar do titular Ricardinho. A decisão levantou suspeitas de nepotismo sobre o treinador e seu filho, que enfrentaram resistência de parte do público e vaias da torcida brasileira em sua estreia na competição.
Anos mais tarde, em 27 de março de 2019, Bernardinho criticou a jogadora Tifanny, primeira atleta transexual no vôlei profissional, durante a partida do Sesc-RJ e o Sesi-Bauru, 3 sets a 1 para o time paulista, pelas quartas de final da Superliga de Vôlei. Bernardinho se irritou em um lance da atleta e esbravejou para seu banco de reservas Um homem, é fo**!. Uma câmera flagrou o desabafo de Bernardinho.
Após o momento de irritação na derrota, Bernardinho se desculpou pelas redes sociais:
| “                          | Peço desculpas a todos. Não foi minha intenção de forma alguma ofendê-la. Me referia ao gesto técnico e ao controle físico que ela tem, comum aos jogadores do masculino e que a maior parte das jogadoras não tem. Sempre trabalhei e tentei ajudar diversos jogadores e jogadoras sem qualquer tipo de preconceito. À Tiffany dou meus parabéns pela grande atuação e conquista! | ” |
| — Bernardinho, em postagem | |   |

## Títulos conquistados[24]

### Como jogador
- 1981 - Campeão sul-americano
- 1981 - Bronze na Copa do Mundo de Voleibol de 1981
- 1982 - Campeão do Mundialito
- 1982 - Prata no Mundial de 1982
- 1983 - Bicampeão sul-americano
- 1983 - Ouro no Pan-americano de Caracas
- 1984 - Prata na Olimpíada de Los Angeles
- 1985 - Tricampeão sul-americano
- 1986 - Campeão sul-americano

### Como técnico

#### Clubes
- Torneio Top Volley: 2006 e 2009
- Salonpas Cup: 2004, 2006 e 2007
- Campeonato Sul-Americano de Clubes de Volei Feminino:: 2013, 2015,[25] 2016[26] e 2017[27]
- Superliga Brasileira de Voleibol: 97/98, 99/00, 05/06, 06/07, 07/08, 08/09, 10/11, 12/13, 13/14, 14/15 e 15/16
- Copa do Brasil de Voleibol: 2007, 2016,[28] 2017[29] e 2020
- Supercopa Brasileira de Voleibol:2015,[30] 2016[31] e 2017
- Campeonato Carioca de Voleibol: 2004, 2005, 2006, 2007, 2008, 2009, 2010, 2011 ,2012,2013,2014,2015, 2017, 2018 e 2019
- Campeonato Paranaense de Voleibol: 2003
- Supercopa dos Campeões de Vôlei: 2001
- Copa Rio de Vôlei: 2009

#### Seleção Feminina
- Grand Prix de Voleibol: 1994, 1996, 1998
- Campeonato Sul-Americano de Voleibol Feminino: 1995,1997,1999
- Jogos Pan-Americano: 1999
- Montreux Volley Masters: 1994 e 1995
- 1994 - Vice-campeão no Mundial de Voleibol Feminino
- 1996 - Bronze na Olimpíada de Atlanta
- 1997 - Bronze na Copa dos Campeões
- 1999 - Prata no Grand Prix
- 1999 - Bronze na Copa do Mundo de Voleibol
- 2000 - Bronze no Grand Prix
- 2000 - Bronze na Olimpíada de Sydney

#### Seleção Masculina
- Jogos Olímpicos: 2004 e 2016
- Campeonato Mundial de Vôlei: 2002, 2006 e 2010
- Copa dos Campeões de Voleibol: 2005, 2009 e 2013
- Copa do Mundo de Voleibol: 2003 e 2007
- Liga Mundial de Voleibol: 2001, 2003, 2004, 2005, 2006, 2007, 2009 e 2010
- Jogos Pan-Americanos: 2007 e 2011
- Campeonato Sul-Americano de Voleibol Masculino: 2001, 2003, 2005, 2007, 2009, 2011, 2013 e 2015
- 2001 - Copa América de Voleibol
- 2001 - Campeão do Torneio Ponte di Legno, na Itália
- 2001 - Campeão do Torneio Consorzio Metano de Vellecamonica, na Itália
- 2001 - Vice-campeão da Copa dos Campeões de Voleibol, no Japão
- 2002 - Vice-campeão da Liga Mundial de Voleibol, em Belo Horizonte
- 2002 - Campeão do Torneio Sei Nazioni
- 2003 - Bronze no Pan-americano de Santo Domingo
- 2004 - Ouro na Olimpíada de Atenas
- 2005 - Vice-campeão da Copa América de Voleibol
- 2007 - Vice-campeão da Copa América de Voleibol
- 2008 - Prata na Olimpíada de Pequim
- 2010 - Campeão do Torneio Hubert Jerzy Wagner, na Polônia
- 2011 - Vice-campeão da Liga Mundial de Voleibol, na Polônia
- 2011 - Bronze da Copa do Mundo
- 2012 - Prata na Olimpíada de Londres
- 2013 - Vice-campeão da Liga Mundial de Voleibol, na Argentina
- 2014 - Vice-campeão da Liga Mundial de Voleibol, na Itália
- 2014 - Vice-campeão Mundial, na Polônia.
- 2015 - Prata no Pan-americano de Toronto
- 2016 - Vice-campeão da Liga Mundial na Polônia
- 2016 - Ouro na Olimpíada do Rio, no Brasil

## Empresário
Além de conferencista, Bernardinho também é empresário em várias frentes de negócio distintas e faz parte do conselho de administração de todas elas:
- Delírio Tropical[2] - rede de restaurantes fundada em 1983 com 9 unidades no Rio de Janeiro.
- Grupo Bodytech[4] - rede de academias com 50 unidades (sendo 37 sob a marca Bodytech e 13 sob a marca Fórmula) e mais de 87 mil alunos.
- Instituto Compartilhar[5] - ONG criada por Bernardinho com a missão de desenvolver jovens de comunidades carentes por meio do esporte.
- eduK[32] - instituição de ensino online voltada para cursos profissionalizantes.
- Escola de Vôlei Bernardinho - tem o objetivo incentivar a prática do voleibol infantil de forma divertida aliando técnica aos valores fundamentais para a formação de um cidadão, a partir de uma metodologia de ensino específica para crianças entre 7 e 13 anos de idade. A escola é a maior referência em ensino de minivôlei.

## Política
Em agosto de 2013, Bernardinho filiou-se ao PSDB após ter sido convidado por Aécio Neves, então presidente nacional do partido, que o considerava um bom nome para disputar o governo do Rio de Janeiro nas eleições de 2014.
Em abril de 2017, Bernardinho trocou de partido e filiou-se ao NOVO, partido pelo qual chegou a cogitar uma candidatura para disputar as eleições de 2018 no Rio de Janeiro – ao final, não concretizada.